# Taylors Falls
Taylors Falls – miasto w Stanach Zjednoczonych, w stanie Minnesota, w hrabstwie Chisago, położone na zachodnim brzegu rzeki Saint Croix, naprzeciw miasta St. Croix Falls (stan Wisconsin).